# 에밀 네스토르 세탤래
에밀 네스토르 세탤래(핀란드어:  Eemil Nestor Setälä, 1864년 2월 27일-1935년 2월 8일)는 핀란드의 정치인이다. 독립하기 이전 원로원 원장, 독립 이후 교육장관(1925년)과 외무장관(1926년)을 역임했다.
1893년에서 1929년 사이 헬싱키 대학교에서 핀란드어 교수를 지냈다. 핀란드어 연구에 큰 영향을 미쳤으며 핀란드어 연구회의 창설자이다.
보수정당인 청년 핀란드당 및 그 후신 국민연합당 소속으로 여러 번 의원으로 당선되었다. 제1차 세계 대전이 종전하기 직전 짧은 시간 동안 원로 원장으로서 국가원수를 대행했다.
1927년-1930년 덴마크와 헝가리 주재 대사를 역임했다.